# آرمان غفاری
آرمان غفاری  (۱۹ بهمن ماه ۱۳۸۲، طالخونچه) هندبالیست ایرانی است. وی هم‌اکنون عضو تیم هندبال سپاهان اصفهان و تیم ملی نوجوانان هندبال ایران است.
آرمان غفاری در سال ۱۳۹۷ به عنوان استعدادهای برتر ورزشی کشور در رشته هندبال ساحلی که از ۳۰ آبان تا پنجم آذرماه با شرکت ۱۳ تیم از استان‌های مختلف کشور در دهکده گردشگری بوشهر برگزار شد در بین ۴۱ بازیکن مستعد از لحاظ کیفیت فنی و فیزیک بدنی  انتخاب شد.
وی همچنین در رشته های ووشو ،دو و میدانی و شنا هم شرکت داشته و افتخارات زیادی کسب نموده .

## تیم ملی
وی از نخستین اردوی آمادگی تیم ملی هندبال نوجوانان ایران در سال ۱۴۰۰ جهت حضور قدرتمند در مسابقات نوجوانان آسیای ۱۴۰۱ حضور داشت. وی تا به حالا در تمامی اردوهای سال ۱۴۰۰ حضوذ داشته.

## افتخارات
- قهرمان هندبال مدارس کشور در سال‌های ۱۳۹۵ و ۱۳۹۷ همراه تیم اصفهان[۱۰]
- قهرمان مسابقات لیگ کشوری جوانان همراه تیم سپاهان
- 4 دوره قهرمانی منطقه پنج کشور با تیم های سپاهان و ذوباهن
- رکورد دار تست های امادگی جسمانی هندبال در تهران
- نایب قهرمانی کشور با تیم فلاورجان
- قهرمانی دو دوره مسابقات هندبال ساحلی کشور همرا تیم سپاهان
- 2 دوره قهرمانی کشور همراه با منتخبین استان هندبال ساحلی
- 2 دوره قهرمان پرتاب وزنه استان اصفهان
- 2 دوره قهرمان پرتاب نیزه استان اصفهان
- قهرمان دوی 100 متر استان اصفهان
- 2 دوره قهرمان و یک دوره نایب قهرمان پرش طول استان اصفهان
- قهرمان شنای 100 متر استان اصفهان
- نایب قهرمانی سبک تالو ووشو شهرستان مبارکه